# Helloween (album)
Helloween to pierwszy minialbum grupy Helloween. Został nagrany na przełomie stycznia i lutego 1985 roku.

## Lista utworów
1. "Starlight" (Weikath/Hansen) - 5:17
2. "Murderer" (Hansen) - 4:26
3. "Warrior" (Hansen) - 4:00
4. "Victim of Fate" (Hansen) - 6:37
5. "Cry for Freedom" (Weikath/Hansen) - 6:02